# Конференция Pac-12
Конференция Pac-12 (англ. Conference Pac-12) — спортивная студенческая конференция в США, чьи члены расположены в западном регионе США. Штаб-квартира расположена в Сан-Франциско (Калифорния). Конференция Pac-12 входит в первый дивизион Национальной ассоциации студенческого спорта, а футбольные команды конференции участвуют в Football Bowl Subdivision. В конференции представлены лучшие государственные университеты Аризоны, Калифорнии, Колорадо, Орегона, Юты и Вашингтона, ещё четыре дополнительных государственных и два частных университета.
Pac-12 была основана в 1959 году после расформирования Конференции Тихоокеанского побережья, чьи основные участники образовали Спортивную ассоциацию университетов Запада. Позже конференция носила названия Big Five, Big Six, Pacific-8, Pacific-10, пока в 2011 году в неё не вступили университет Колорадо и университет Юты, после чего она получила своё текущее название Pac-12. Члены конференции Pac-12 выиграли больше чемпионских титулов NCAA, чем члены любой другой конференции в США, из-за чего её часто называют «Конференцией чемпионов». УКЛА, Стэнфорд и УЮК — являются лидерами по количеству завоёванных чемпионских титулов NCAA (в этом порядке).

## Члены конференции

### Действующие члены
В состав конференции Pac-12 входит 12 постоянных членов. Команды по американскому футболу поровну разделены на два дивизиона согласно их географического расположения.
| Университет                            | Место положения (Население)          | Основан | Вступил | Тип             | Студентов | Прозвище     | Цвета  |
| -------------------------------------- | ------------------------------------ | ------- | ------- | --------------- | --------- | ------------ | ------ |
| Аризонский университет                 | Тусон, Аризона (520 116)             | 1885    | 1978    | Государственный | 40 223    | Уайлдкэтс    | [ 2 ]  |
| Университет штата Аризона              | Темпе, Аризона (161 719)             | 1885    | 1978    | Государственный | 59 794    | Сан Девилз   | [ 4 ]  |
| Университет Калифорнии в Беркли        | Беркли, Калифорния (112 580)         | 1868    | 1915    | Государственный | 36 142    | Голден Беарз | [ 6 ]  |
| Университет Калифорнии в Лос-Анджелесе | Лос-Анджелес, Калифорния (3 792 621) | 1882    | 1928    | Государственный | 40 675    | Брюинс       | [ 8 ]  |
| Университет Колорадо в Боулдере        | Боулдер, Колорадо (97 385)           | 1876    | 2011    | Государственный | 31 702    | Баффалоез    | [ 10 ] |
| Орегонский университет                 | Юджин, Орегон (156 323)              | 1876    | 1915    | Государственный | 24 447    | Дакс         | [ 12 ] |
| Университет штата Орегон               | Корваллис, Орегон (55 298)           | 1868    | 1915    | Государственный | 28 886    | Биверс       | [ 14 ] |
| Университет Южной Калифорнии           | Лос-Анджелес, Калифорния (3 792 621) | 1880    | 1922    | Частный         | 38 010    | Тродженс     | [ 16 ] |
| Стэнфордский университет               | Стэнфорд, Калифорния (13 809)        | 1891    | 1918    | Частный         | 16 795    | Кардинал     | [ 18 ] |
| Университет Юты                        | Солт Лейк Сити, Юта (186 440)        | 1850    | 2011    | Государственный | 32 388    | Ютес         | [ 20 ] |
| Вашингтонский университет              | Сиэтл, Вашингтон (662 400)           | 1861    | 1915    | Государственный | 43 762    | Хаскис       | [ 22 ] |
| Университет штата Вашингтон            | Пуллман, Вашингтон (29 799)          | 1890    | 1917    | Государственный | 21 406    | Кугарс       | [ 24 ] |

### Присоединившиеся члены
| Университет                                  | Место положения             | Основан | Вступил | Тип             | Студентов | Прозвище    | Цвета  | Основная конференция | Спорт в Pac-12   |
| -------------------------------------------- | --------------------------- | ------- | ------- | --------------- | --------- | ----------- | ------ | -------------------- | ---------------- |
| Политехнический университет штата Калифорния | Сан-Луис Обиспо, Калифорния | 1901    | 1986-87 | Государственный | 19 777    | Мустангс    | [ 25 ] | Big West             | Борьба           |
| Университет штата Калифорнии в Бейкерсфилде  | Бейкерсфилд, Калифорния     | 1965    | 1987-88 | Государственный | 8002      | Роадраннерс | [ 26 ] | WAC                  | Борьба           |
| Университет Арканзаса в Литл-Роке            | Литл-Рок, Арканзас          | 1927    | 2019-20 | Государственный | 11 845    | Тродженс    | [ 27 ] | Sun Belt             | Борьба           |
| Университет штата Калифорния в Сан-Диего     | Сан-Диего, Калифорния       | 1897    | 2005-06 | Государственный | 34 500    | Ацтекс      | [ 28 ] | Mountain West        | Футбол (мужчины) |